# Büyükkırım, Ceyhan
Büyükkırım là một xã thuộc huyện Ceyhan, tỉnh Adana, Thổ Nhĩ Kỳ.